# 棕腹啄木鸟
棕腹啄木鸟（学名：Dendrocopos hyperythrus）为啄木鸟科啄木鸟属的鸟类。该物种的模式产地在喜马拉雅山脉。

## 亚种
- 棕腹啄木鸟指名亚种（学名：Dendrocopos hyperythrus hyperythrus）。在中国大陆，分布于西藏、四川、云南等地。该物种的模式产地在喜马拉雅山脉。[2]
- 棕腹啄木鸟西藏亚种（学名：Dendrocopos hyperythrus marshalli）。在中国大陆，分布于西藏等地。该物种的模式产地在巴基斯坦。[3]
- 棕腹啄木鸟普通亚种（学名：Dendrocopos hyperythrus subrufinus）。在中国大陆，分布于黑龙江、辽宁、河北、河南、陕西、山东、贵州、湖北、江苏、安徽、湖南、四川、云南等地。该物种的模式产地在天津。[4]